# Sūrchān Maḩalleh
Sūrchān Maḩalleh (persiska: سورچان محله) är en ort i Iran.   Den ligger i provinsen Gilan, i den norra delen av landet, 180 km nordväst om huvudstaden Teheran. Antalet invånare är 140.
Terrängen runt Sūrchān Maḩalleh är platt åt nordost, men åt sydväst är den kuperad. Runt Sūrchān Maḩalleh är det ganska tätbefolkat, med 134 invånare per kvadratkilometer. Närmaste större samhälle är Langarud, 19,3 km nordväst om Sūrchān Maḩalleh. Trakten runt Sūrchān Maḩalleh består till största delen av jordbruksmark.